# Elezioni presidenziali nelle Filippine del 1986
Le elezioni presidenziali nelle Filippine del 1986 si tennero il 7 febbraio. Furono annullate il 24 marzo, a seguito della rivoluzione del Rosario; il Presidente uscente, Ferdinand Marcos, che deteneva il potere dal 1965, fu esautorato e sostituito da Corazon Aquino.

## Risultati
| Candidati        | Partiti                                          | Voti       | %     |
| ---------------- | ------------------------------------------------ | ---------- | ----- |
| Ferdinand Marcos | Movimento della Nuova Società                    | 10 807 197 | 53,62 |
| Corazon Aquino   | Organizzazione Democratica Nazionalista Unita    | 9 291 716  | 46,10 |
| Reuben Canoy     | Partito Social Democratico                       | 34 041     | 0,17  |
| Narciso Padilla  | Movimento per la Verità, l'Ordine e la Giustizia | 23 652     | 0,12  |
| Totale           | Totale                                           | 20 156 606 | 100   |